# Вељо
Вељо је мушко име, присутно у Хрватској (највише у Ријеци, Новом Винодолском и Загребу), где је изведено од имена Веселко, а присутно је и у другим народима, као што су Срби и Црногорци. У Србији је изведено од имена Велизар или Велимир. У Естонији се слави 9. јануара као имендан.